# Nicole Biegniewska

Nicole Biegniewska, född 4 maj 2003 i Norrköping, är en svensk violinist. 
Biegniewska gjorde sin debut år 2012 vid 9 års ålder, då hon framförde verk av Henryk Wieniawski tillsammans med Bråvikens symfoniorkester. Hon uppmärksammades efter att från 12 års ålder ha framfört verk av Niccolo Paganini vid ett flertal konserter och tävlingar. Hon är en del av Nationellt centrum för musiktalanger sedan 2016.
2021 utsågs hon till Polstjärneviolinist och EMCY-vinnare av Polstjärnepriset.
Nicole har framträtt på scener som Stockholms konserthus, Auditorium Parco della Musica och Danmarks Radios Konserthus.
Nicole Biegniewska är dotter till violinisten Kryspin Biegniewski.